# 吴建国 (病毒学家)
吴建国（1957年—2022年10月3日），中华人民共和国病毒学家。

## 生平
1982年，获武汉大学微生物学学士学位。1985年，获武汉大学病毒学硕士学位，1992年，获美国爱达华大学生物化学博士学位。1993-1996年，为美国普林斯顿大学博士后。后担任武汉大学生命科学学院教授、博导、生物技术系主任，武汉大学微生物学国家重点学科带头人，“211工程”病毒学国家重点建设项目负责人、病毒学国家重点实验室主任。2019年6月在武汉大学办理退休手续，2020年任佛山病原微生物研究院执行院长，2022年10月3日因突发疾病抢救无效，在佛山逝世。